# Habenaria unifoliata
Habenaria unifoliata är en orkidéart som beskrevs av Victor Samuel Summerhayes. Habenaria unifoliata ingår i släktet Habenaria och familjen orkidéer. Inga underarter finns listade i Catalogue of Life.